# Äspinge
Äspinge is een plaats in de gemeente Hörby in Skåne, de zuidelijkste provincie van Zweden. De plaats heeft 74 inwoners (2005) en een oppervlakte van 27 hectare.

## Verkeer en vervoer
Bij de plaats loopt de E22.
De plaats had vroeger een station aan de Östra Skånes Järnvägar.